# Taeniophallus nicagus
Taeniophallus nicagus — вид змій родини полозових (Colubridae). Мешкає в Південній Америці.

## Поширення і екологія
Taeniophallus nicagus мешкають в Бразилії (Амазонас, Амапа, Пара), Суринамі і Французькій Гвіані. Вони живуть у вологих тропічних лісах Амазонії. Ведуть наземний, денний спосіб життя. Живляться амфібіями.